# Андерсон Імант Августович
Імант Августович Андерсон (19 березня 1923, село Тушино Московської губернії, тепер у складі міста Москви, Російська Федерація — ?) — латвійський радянський державний і комуністичний діяч, секретар ЦК КП Латвії. Депутат Верховної Ради Латвійської РСР 6—11-го скликань. Член ЦК Комуністичної партії Латвії.

## Життєпис
У 1941—1944 роках — технолог на заводах міст Москви та Куйбишева.
З 1944 року — інструктор, завідувач відділу ЦК ЛКСМ Латвії.
Член ВКП(б) з 1946 року.
Закінчив Вищу партійну школу при ЦК ВКП(б).
У 1950—1956 роках — секретар ЦК ЛКСМ Латвії.
Закінчив Вищу дипломатичну школу в Москві. У 1956—1961 роках — на дипломатичній роботі. 
У 1961—1970 роках — заступник завідувача відділу науки, культури і навчальних закладів ЦК КП Латвії, завідувач відділу пропаганди і агітації ЦК КП Латвії.
26 червня 1970 — 13 червня 1975 року — міністр вищої і середньої спеціальної освіти Латвійської РСР.
28 травня 1975 — 28 березня 1985 року — секретар ЦК КП Латвії з питань ідеології.
З березня 1985 року — радник Ради міністрів Латвійської РСР.
Подальша доля невідома.

## Нагороди
- ордени
- медаль «За трудову доблесть» (1950)
- медалі
- Почесна грамота Президії Верховної ради Латвійської РСР (17.03.1983)
- Заслужений діяч культури Латвійської РСР (15.03.1973)